# Robert Kemp
Pour les articles homonymes, voir Kemp.
 (septembre 2022).
Robert Kemp, né Félix Robert Kem à Paris 9e le 8 octobre 1879 et mort à Paris 18e le 3 juillet 1959, est un journaliste, critique littéraire, critique dramatique et écrivain français.

## Biographie
Robert Kemp est issu d’une famille d’artistes; il est le petit-fils d’un acteur de la Comédie française et le fils d’un peintre. Il fait des études à la Sorbonne, et devient professeur dans l’enseignement libre. Il commence une carrière de critique d’art du journal L'Aurore. Durant la Première Guerre mondiale, il est correspondant de presse de l’Agence radio auprès du Grand Quartier général. À la fin de la guerre  il entre à la rédaction du journal La Liberté comme critique littéraire et musical ; il signe alors ses articles du pseudonyme de Robert Dezarnaux. En 1929, il entre au journal Le Temps et écrit désormais sous son vrai nom. Il succède à Pierre Brisson comme chroniqueur théâtral en 1934. Robert Kemp conserve jusqu'à la fin de sa carrière la rubrique de critique littéraire, théâtral et musical du journal Le Monde qui a pris la suite du Temps. Robert Kemp écrit également pour Demain, et pour Les Nouvelles littéraires.
Robert Kemp est, durant sa période de critique, une autorité incontestée en littérature et en théâtre. Il est également nommé lecteur auprès de la Comédie-Française, et par deux fois il est président du syndicat des critiques littéraires. Il a écrit des milliers d'articles, dont certains sont réunis en des volumes de chroniques ou notes, comme Au jour le jour, La Vie des livres, La Vie du théâtre. Il est aussi auteur de deux biographies, l’un consacré à sainte Cécile, patronne des musiciens, le second à l’actrice Edwige Feuillère.
Il est élu le 29 novembre 1956 au fauteuil numéro 5 de l'Académie française, après des échecs comme candidat à la succession d'Émile Mâle et de Paul Claudel. Il succède à Louis Madelin et précède René Huyghe. Son épouse Henriette est décédée en 1972.

## Publications
- Sainte Cécile, patronne des musiciens, 1942
- Lectures dramatiques, 1947
- Edwige Feuillère, 1952
- Moscou reçoit, 1954
- La vie des livres, 1955
- La vie du théâtre, 1956
- Penseurs, historiens, critiques et moralistes du XIXe siècle, 1958
- Au jour le jour, 1958.

## Prix et distinctions
- Commandeur de la Légion d'honneur
- Commandeur de l'ordre des Arts et des Lettres
- Commandeur de l'ordre des Palmes académiques
- Prix Georges-Dupau (1942)